# Gabo Zelenay
Gabriel Zelenay, známý jako Gabo Zelenay, (26. listopadu 1922 Bánovce nad Bebravou – 3. srpna 2003 Bratislava) byl slovenský rozhlasový sportovní komentátor, moderátor a redaktor.
Od září 1946, kdy se ve svých 24 letech úspěšně zúčastnil konkursu sportovního reportéra, pracoval v Československém rozhlase.
Byl znám především osobitým způsobem komentování zápasů, za což získal později slovenské vyznamenání (Pribinův kříž II. třídy za významné zásluhy v oblasti sportu a žurnalistiky). Během své kariéry komentoval především fotbalové a hokejové zápasy. Perličkou jsou jeho originální dramatické komentáře zápasů v šachu či šermu, tedy ve sportech, které jeho kolegové považovali téměř za nekomentovatelné.
Kariéru ukončil v 63 letech po 40 letech komentování, dále však pracoval jako redaktor. Zemřel ve věku 80 let.
Jeho synem byl politik Roman Zelenay.